# 新金色夜叉 百年の恋
『新金色夜叉 百年の恋』（しんこんじきやしゃ ひゃくねんのこい）は、1990年10月1日から同年12月28日まで、フジテレビ系列で放送された東宝、東海テレビ共同制作の昼ドラマである。

## 概要
未完となった尾崎紅葉の著作、『金色夜叉』の主人公たちのその後を描いた作品。

## キャスト
間貫一：石橋保
早くに両親を無くし、父の恩人・鴫沢隆三に引き取られる。
鴫沢の娘である宮とは兄弟同然に育ち、思いを寄せるが、宮が資産家の富山と結婚したため、高利貸しの鰐淵の元で働くようになる。
やがて富山に復讐し、借金まみれになった富山が失踪すると、その借金をかわりに肩代わりし、宮の窮状を救う。
宮：横山めぐみ
貫一と恋仲だったが、家のために御曹司の富山唯継の元に嫁ぐものの、結婚生活は破綻。かつての恋人・貫一への思いが再燃する。
夫が失踪した後はカフェの女給として働きに出る。
鴫沢隆三：田辺靖雄
宮の父。
富山唯継：内藤剛志
富豪の御曹司で宮の夫。
借金を重ねて、家を抵当にいれ、女と駆け落ちし失踪。
鰐淵直行：小島三児
高利貸し。貫一を家に住まわせ、事業を任せる。
富山の借金の相手であり、借金を盾に、宮を自分のものにしようとする。
富山環：佐々木すみ江
唯継の母。宮の姑。一筋縄ではいかな性格。
唯継失踪後、宮の元に転がり込む。
赤樫満枝：星野博美
貫一に惚れている。
- 吉野由樹子[1]
- 二階堂千寿
- 大川栄子
- 杉原あつ子
- 大場健二
- 矢野明仁
- 立原ちえみ
- 伊東知則
- 中沢敦子
- 井上香
- 中村篤
- 松村冬風[1]
- 斉川一夫
- 川倉淳
- 伊藤高
- 沼崎悠
- 石田純子
- 及森玲子
- 田嶋基吉
- 松山鷹志
- 阿部六郎
- 石井くに子
- 和田周
- 鳳プロ
- ナレーター：神田紅

## スタッフ
- 原作：尾崎紅葉『金色夜叉』[1]
- 原案：早坂暁[1]
- 演出：大西博彦、河野和平
- 演出補：白川士
- プロデューサー：針生宏、宇野博之、大西博彦
- 脚本：稲葉明子[1]、横光晃[1]、足達りつこ
- 構成：早坂暁
- 音楽：宮川晶[1]
- 独唱：塩野雅子
- 美術デザイン：金子幸雄
- 美術制作：小林久之
- 技術：大沢清
- カメラ：宮本幸夫
- 照明：藤井隆康
- 編集：宮下仁
- 制作：東宝、東海テレビ放送[1]
- 協力：東通

## 主題歌
- 「恋しくて」 歌：BEGIN